# Estepa de Creta
L'estepa de Creta, estepa blava o estepa menorquina (Cistus creticus) és una espècie de planta del gènere de les estepes (Cistus). Fa de 0,5 a 1,5 m d'alt. Les branques estan cobertes d'una pilositat blanquinosa. Les fulles són oposades amb els pecíols més o menys soldats entre si. Normalment té les flors roses de 4,5-5 cm de diàmetre: es disposen en cim umbel·liforme d'1 a 8 flors, tot i que és una espècie de morfologia molt variable. El fruit n'és una càpsula. A Còrsega floreix de març a juliol. Als Països Catalans només es troba en una petita part del nord de Menorca, també és citada a la vall de Cofrents al País Valencià, en general la seva distribució és de Còrsega cap a l'est de la conca del Mediterrani i fins al litoral de la mar Negra, però també es troba més a l'oest, al Magrib.

## Hàbitat
Viu en brolles sobre sòls arenosos calcaris, on de vegades domina, en indrets mediterranis marítims.

## Ús
S'utilitza com a planta ornamental i com a productora de làdan a l'est de la conca del Mediterrani en substució del Cistus ladanifer, que creix a l'oest de la conca del Mediterrani.

## Subtàxons
- Cistus creticus subsp. creticus
- Cistus creticus subsp. corsicus
- Cistus creticus subsp. eriocephalus[2]
- Cistus creticus f. albus

Hi ha diversos cultivars, com el "Lasithi", amb les flors arrodonides i compactes.

## Galeria

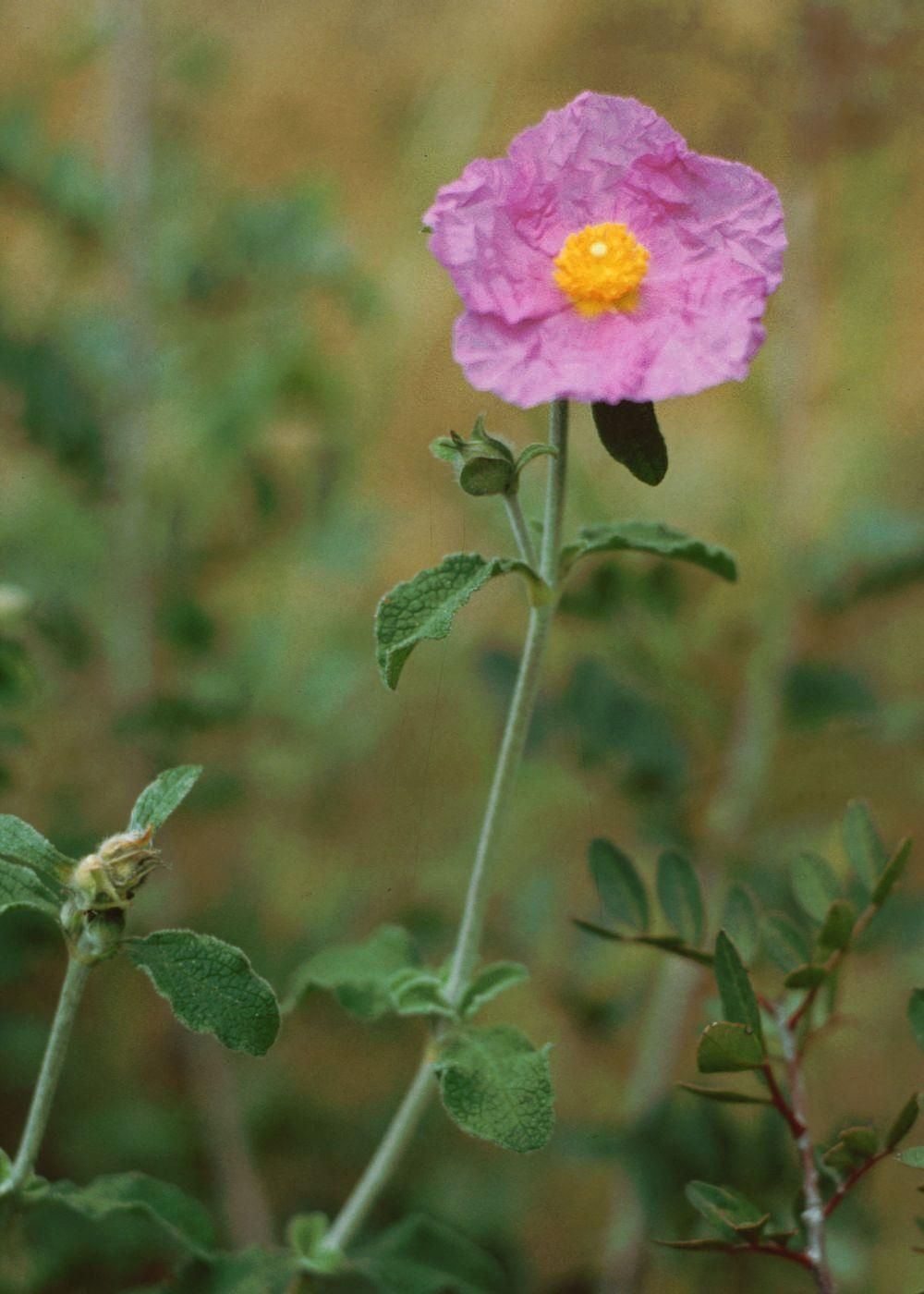
Detall de la flor
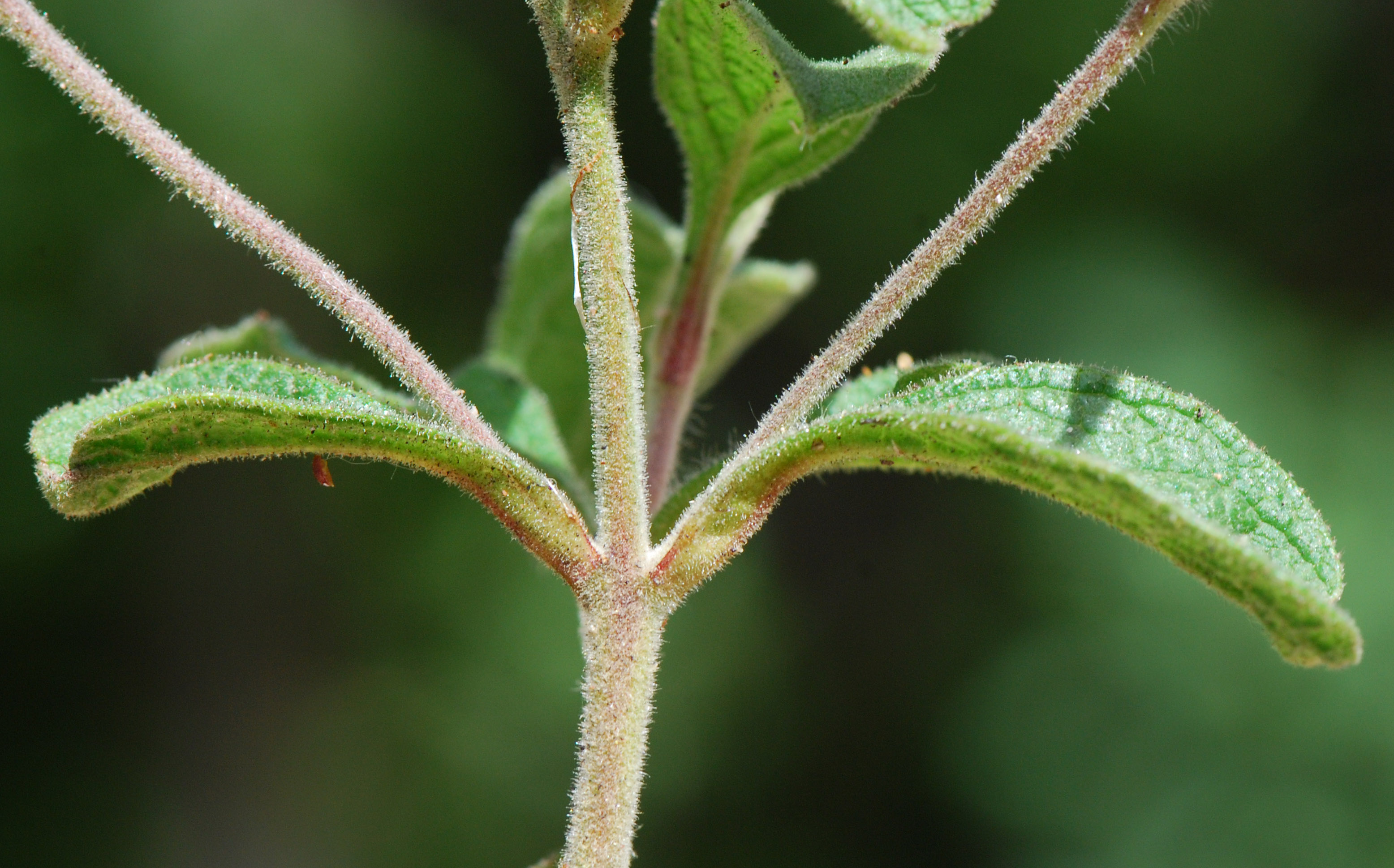
Detall de la tija
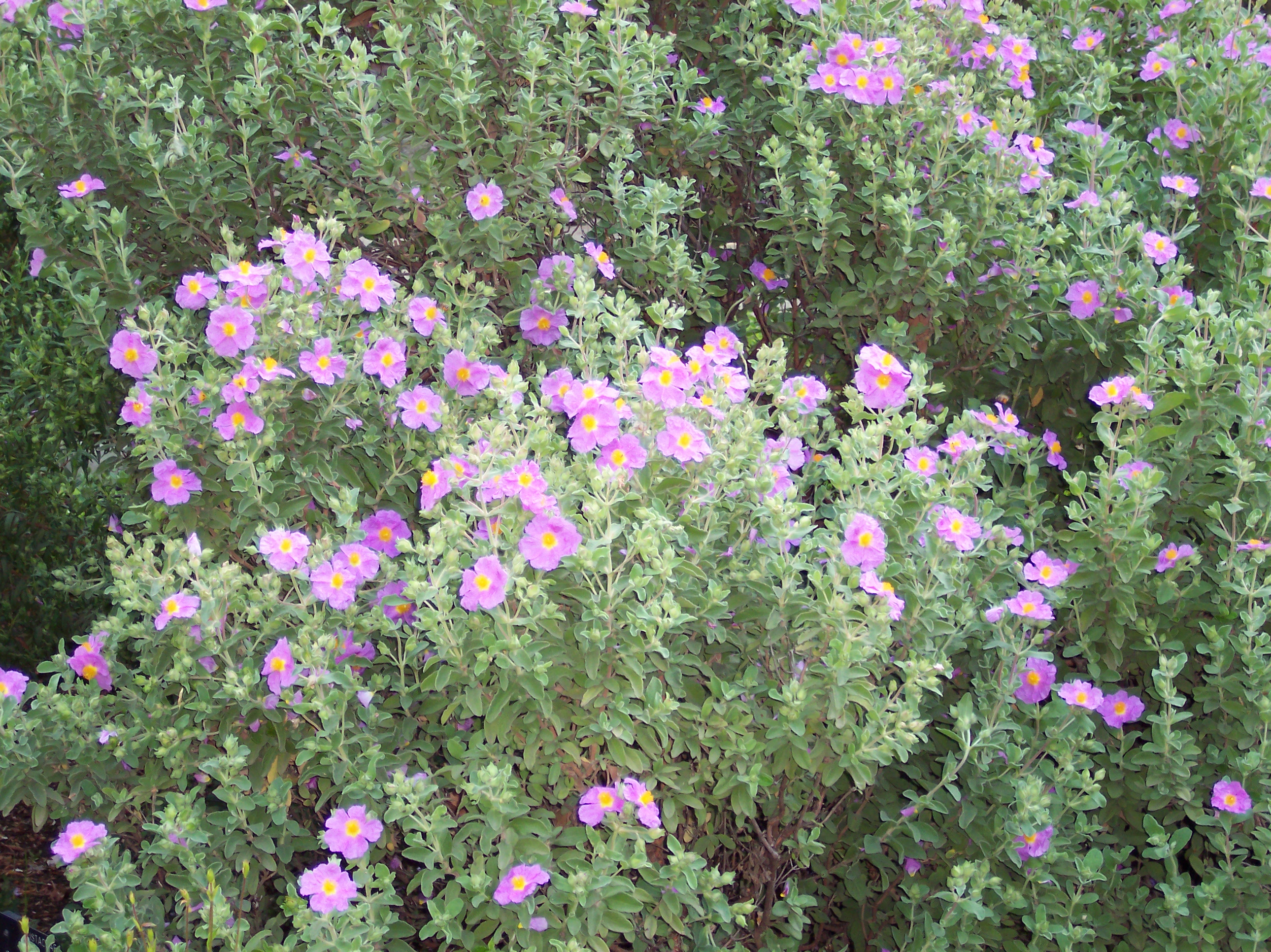
Vista de la planta
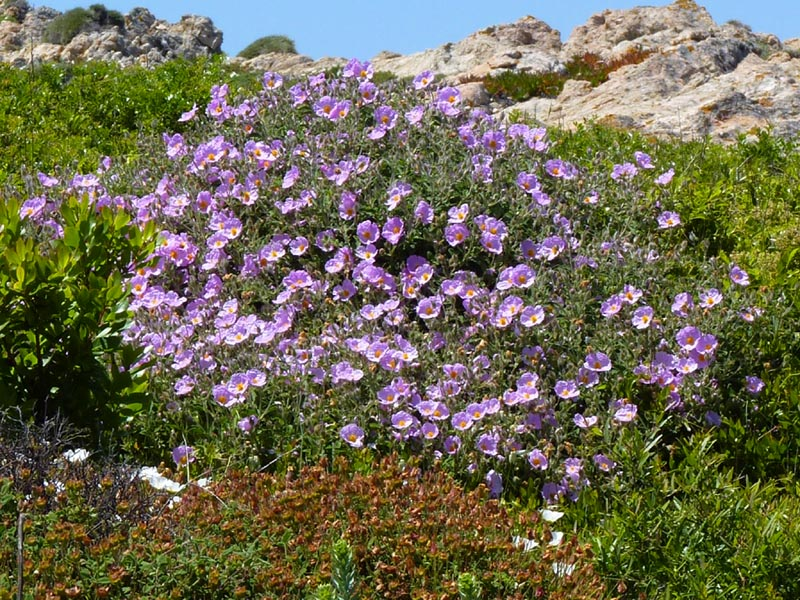
Al seu hàbitat